# Mads Pedersen
Mads Pedersen (Aarhus, 18 de diciembre de 1995) es un ciclista profesional danés que desde 2017 corre para el equipo Lidl-Trek.
Destaca en las clásicas, además de tener buena punta de velocidad en los finales masivos y destacar en las contrarreloj de corta distancia. Su mayor éxito deportivo fue proclamarse campeón del mundo en ruta en 2019. Además, ha sido campeón de Dinamarca en 2017 y ha conseguido victorias en clásicas como la Gante-Wevelgem, en 3 ocasiones, el Gran Premio de Isbergues y la Kuurne-Bruselas-Kuurne. Asimismo, ha conseguido etapas en las 3 grandes vueltas.

## Trayectoria

### 2017: Éxito nacional
Su temporada 2017 destacó principalmente por las victorias que logró en su país natal Dinamarca. Se proclamó campeón de Dinamarca en ruta, venciendo al sprint en la prueba que se celebró en Grindste.En septiembre se celebró la Vuelta a Dinamarca. En la tercera etapa consiguió la victoria de etapa y el liderato de la prueba, liderato que aguantó hasta el final de la prueba, imponiéndose en la clasificación general. Además, fue el primero en la clasificación de la regularidad. Disputó el campeonato del mundo que se celebró en Bergen, Noruega, pero abandonó y no finalizó.

### 2018: Podio en Flandes
Comenzó el año disputando diversas pruebas en Australia: el Tour Down Under, la Cadel Evans Great Ocean Race y el Herald Sun Tour. Sus mejores resultados llegaron en esta última, donde finalizó en segunda posición en el prólogo y venció al esprint en la segunda etapa. En la temporada de las clásicas continuó con su buen estado de forma y consiguió buenos resultados. Finalizó en quinta posición en A través de Flandes, llegando a dos segundos del vencedor Yves Lampaert, en un grupo reducido de 4 ciclistas. Apenas unos días más tarde, subió al podio en segunda posición del Tour de Flandes, llegando en solitario a 12 segundos del vencedor Niki Terpstra.Posterior a las clásicas, disputó el Giro de Italia, destacando su 9.ª posición en la tercera etapa y el 8.º puesto en la séptima. En los últimos meses de competición, se logró alzar con la victoria en la prueba nacional el Tour de Fyen y en la Vuelta a Dinamarca, venció en la prueba contrarreloj que se disputó en la cuarta etapa. Su última victoria llegó en el Tour de Eurométropole, donde consiguió neutralizar el ataque en los últimos kilómetros de Tiesj Benoot.

### 2019: Maillot Arcoíris
A finales de temporada consiguió vencer en solitario en el Gran Premio de Isbergues, siendo su primera victoria del año. Una semana más tarde, se proclamó campeón del mundo en ruta en Yorkshire. Llegó a los metros finales junto con Matteo Trentin y Stefan Küng, a los cuales venció en el esprint para conseguir el maillot arcoíris. Es el primer ciclista danés que consigue ser campeón del mundo élite masculino.

### 2020: Debut en el Tour

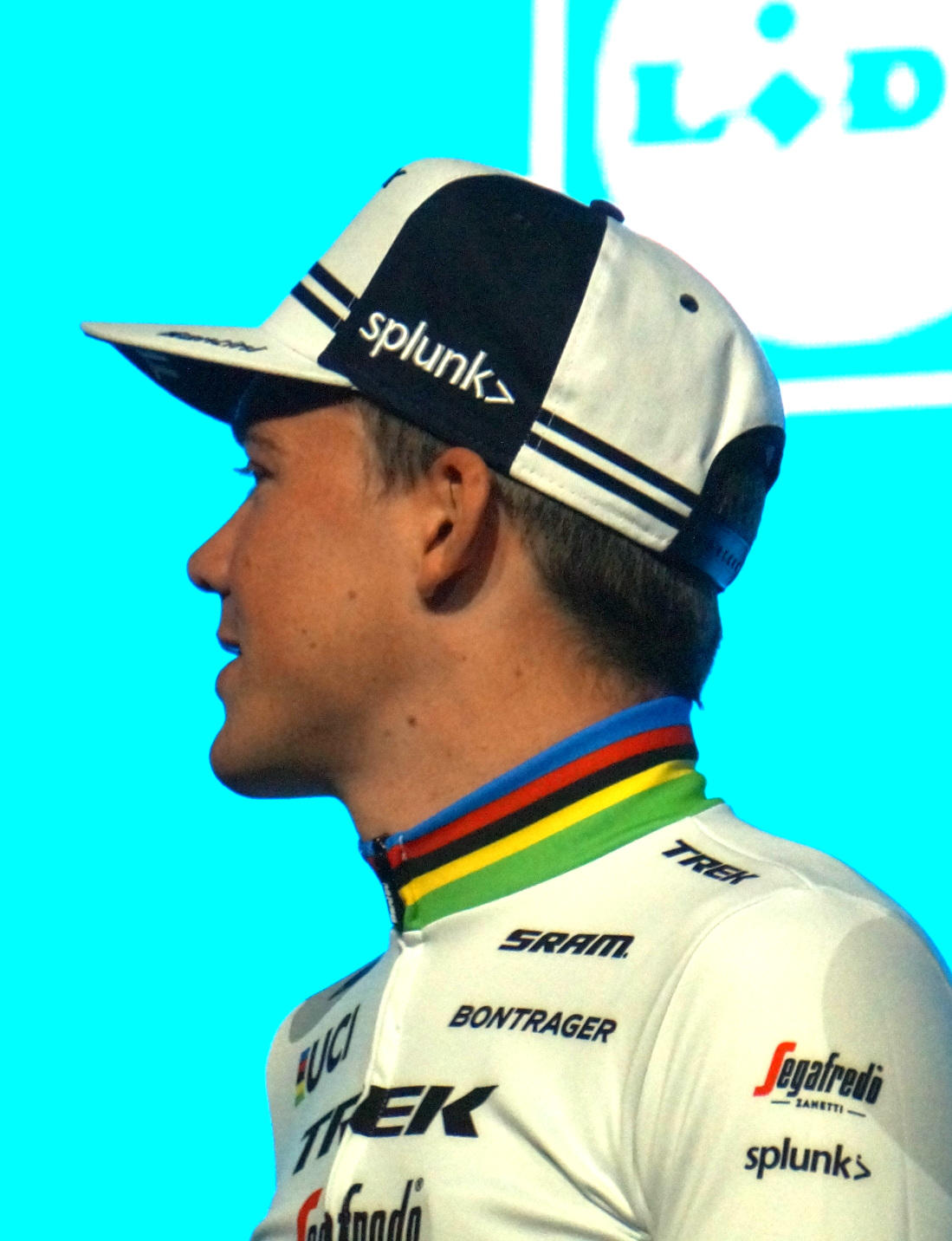
Pedersen con el maillot arcoíris en el 2020.

Abandonó la París-Niza y retornó a su país por la amenaza del COVID-19.Tras la vuelta a la competición después del confinamiento, venció en la segunda etapa del Tour de Polonia, lo que le valió también para vestir el maillot de líder. En la siguiente etapa perdería el maillot amarillo, acabando el Tour en 113.ª posición. En su debut en el Tour de Francia, finalizó segundo en la primera etapa por detrás de Alexander Kristoff. Con su posición en la etapa, lideró provisionalmente la clasificación de jóvenes, portando el maillot blanco en la siguiente etapa. En la última etapa habitual en los Campos Elíseos de París, finalizó segundo siendo superado por el irlandés Sam Bennett. Durante el transcurso del Tour de Francia se dio a conocer que el seleccionador danés no lo preseleccionaba entre los ciclistas que disputarían el mundial en ruta de Imola.Después de que Julian Alaphilippe se proclamara campeón del mundo a finales de septiembre de 2020, dejó de portar el maillot arcoíris que lo acreditaba como tal.
Su primera carrera después del Tour de Francia fue el BinckBank Tour. En la primera etapa fue superado al esprint por Jasper Philipsen, intercambiándose los papeles en la tercera, ganando Mads la etapa y colocándose como líder de la general. Tras la contrarreloj individual de la cuarta etapa donde finalizó en cuarta posición, aumentó su ventaja en el liderato, el cual cedería en la última etapa en favor de Mathieu van der Poel. A pesar de ello, finalizó el BinckBank Tour en quinta posición en la general y acabó en primera posición de la clasificación de la regularidad. A principios de octubre, obtuvo la victoria de la carrera World Tour, la Gante-Wevelgem. A falta de 2 kilómetros, el grupo de cabeza quedó reducido a 4 ciclistas entre los que estaban Alberto Bettiol, Matteo Trentin, Florian Sénéchal y el propio Pedersen. Ese grupo reducido llegó al sprint final donde se impuso Pedersen. Es el segundo danés en conseguir la victoria en Gante.

### 2021: Victoria en KBK

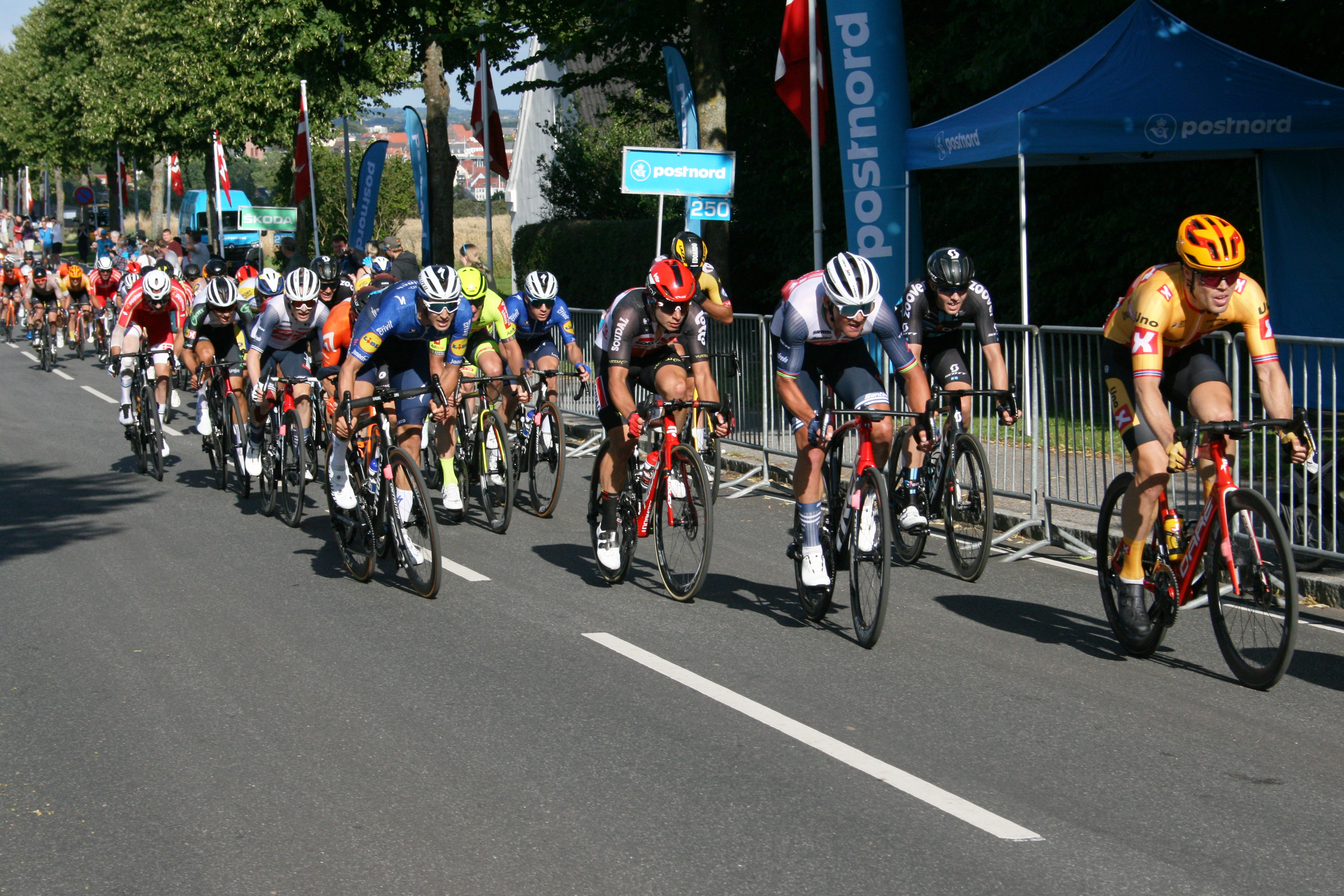
2021 Tour of Denmark - Stage 2 - Finish

Comenzó el año disputando la Estrella de Bessèges, finalizando tercero en la etapa inaugural de la prueba. Semanas más tarde, empezó a disputar las habituales clásicas a finales de febrero, empezando por la Omloop Het Nieuwsblad. A pesar de que en la Omloop no consiguió destacar, un día después se alzó con la victoria al sprint de la Kuurne-Bruselas-Kuurne, sucediendo en el palmarés a su compatriota Kasper Asgreen y siendo el tercer danés en ganar la prueba.A principios de marzo se presentó a la París-Niza, finalizando tercero en la primera de las etapas. En la Bredene Koksijde Classic finalizó en el segundo lugar. Compitió en el Tour de Francia 2021, finalizó todas las etapas, pero no sumó ningún triunfo en esta edición. La segunda etapa de la Vuelta a Dinamarca, llevada a cabo el mes de agosto, sería el escenario para un nuevo triunfo del velocista danés, al vencer en el esprint final. El Tour de Noruega sería testigo de otro registro en su palmarés, tras imponerse en el embalaje final de la tercera etapa de 159 kilómetros. Segundo lugar en el Tour de Eurométropole con llegada en Tournai tras 177,6 kilómetros de recorrido. La última competencia de 2021 fue en la clásica monumento París-Roubaix, pero debió abandonar tras sufrir una fuerte caída al chocar con Luke Rowe en uno de los grandes sectores de adoquines, el denominado Bosque de Arenberg.

### 2022: Maillot verde en la Vuelta a España

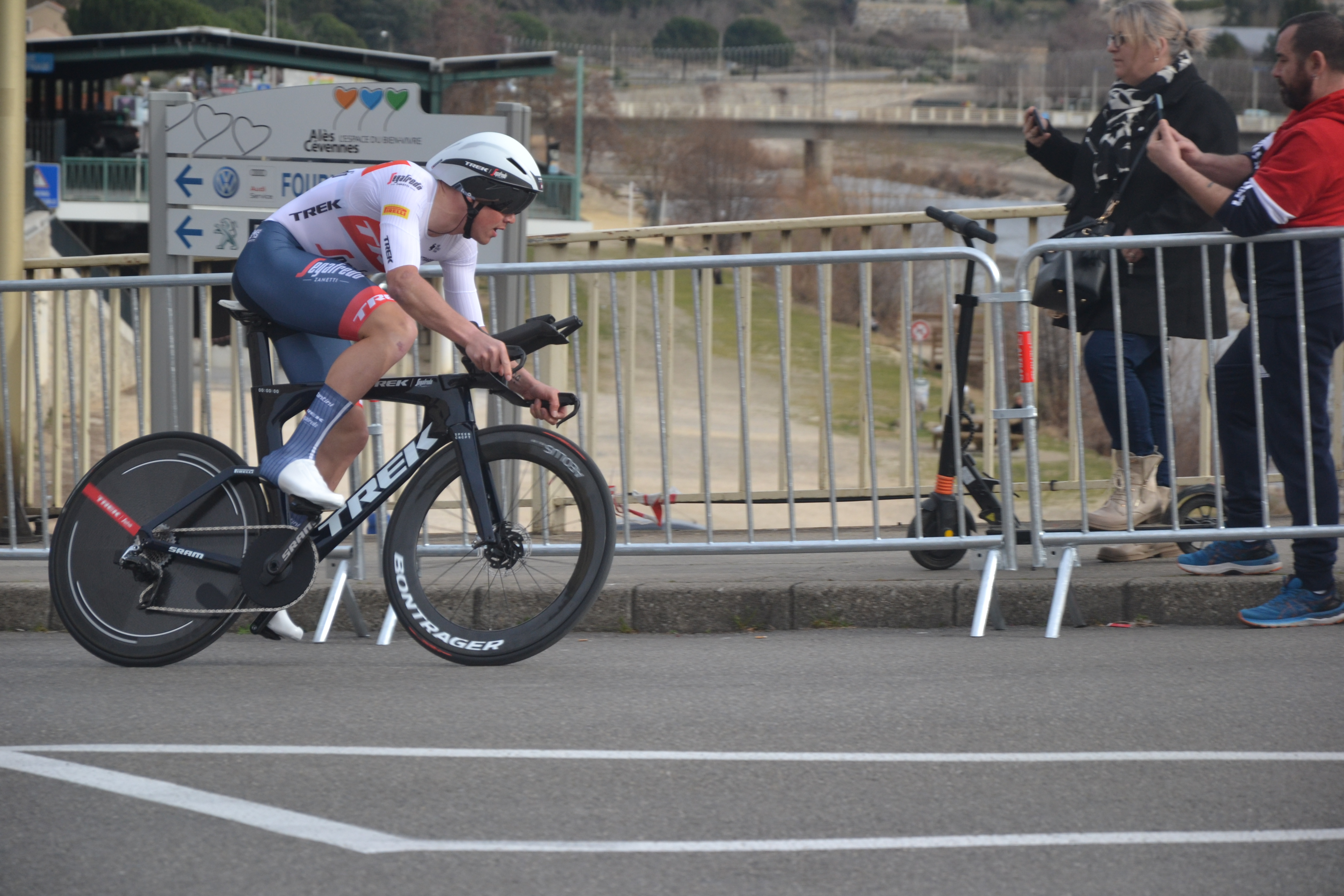
Étoile de Bessèges - étape 5 - Mads Pedersen

Se adjudicó con el esprint, la victoria de la primera etapa de la Estrella de Bessèges en Francia, tras 160 kilómetros de recorrido. Tras 190,8 kilómetros de la etapa 3 en la París-Niza, se llevó la jornada. Compitió en las siguientes clásicas europeas: Milán-San Remo 6.º lugar, E3 Saxo Bank Classic puesto 24.º, Gante-Wevelgem casilla 7.ª, A Través de Flandes puesto 69.º y el Tour de Flandes puesto 8.º. En el Circuito de La Sarthe hizo doblete al vencer en la etapa 1 y en la etapa 3, en la que se consolidó como líder de la clasificación general. También fue campeón del Tour de Fyen en su natal Dinamarca, con un tiempo oficial de 4:33:09 y 189,2 kilómetros.Compitió en el Tour de Noruega, su mejor resultado fue el tercer lugar en la sexta y última  etapa, finalizó en el puesto 38.º de la general. Cruzó primero la meta y se quedó con la etapa inicial de la Vuelta a Bélgica, a su vez se apropió del primer maillot de líder de la competencia, jornada con 165 kilómetros y final en esprint. Completada la quinta y última etapa, se ubicó en la posición 7 de la clasificación general.Dejó su sello de victoria en el Tour de Francia, al adjudicarse el triunfo de la etapa 13 de 193 kilómetros. Fue tercero en la etapa dos y en la etapa 15, cada una con final en esprint. Compitió en el Campeonato Europeo de Ruta celebrado en Múnich y finalizó en el puesto 10.º tras un esprint masivo. Cruzó primero la línea de meta en tres diferentes etapas de la Vuelta a España: etapa 13, etapa 16 y etapa 19. Con 379 puntos, se convirtió en el campeón de la camiseta verde al llegar a Madrid.

### 2023: Etapas en Giro y Tour

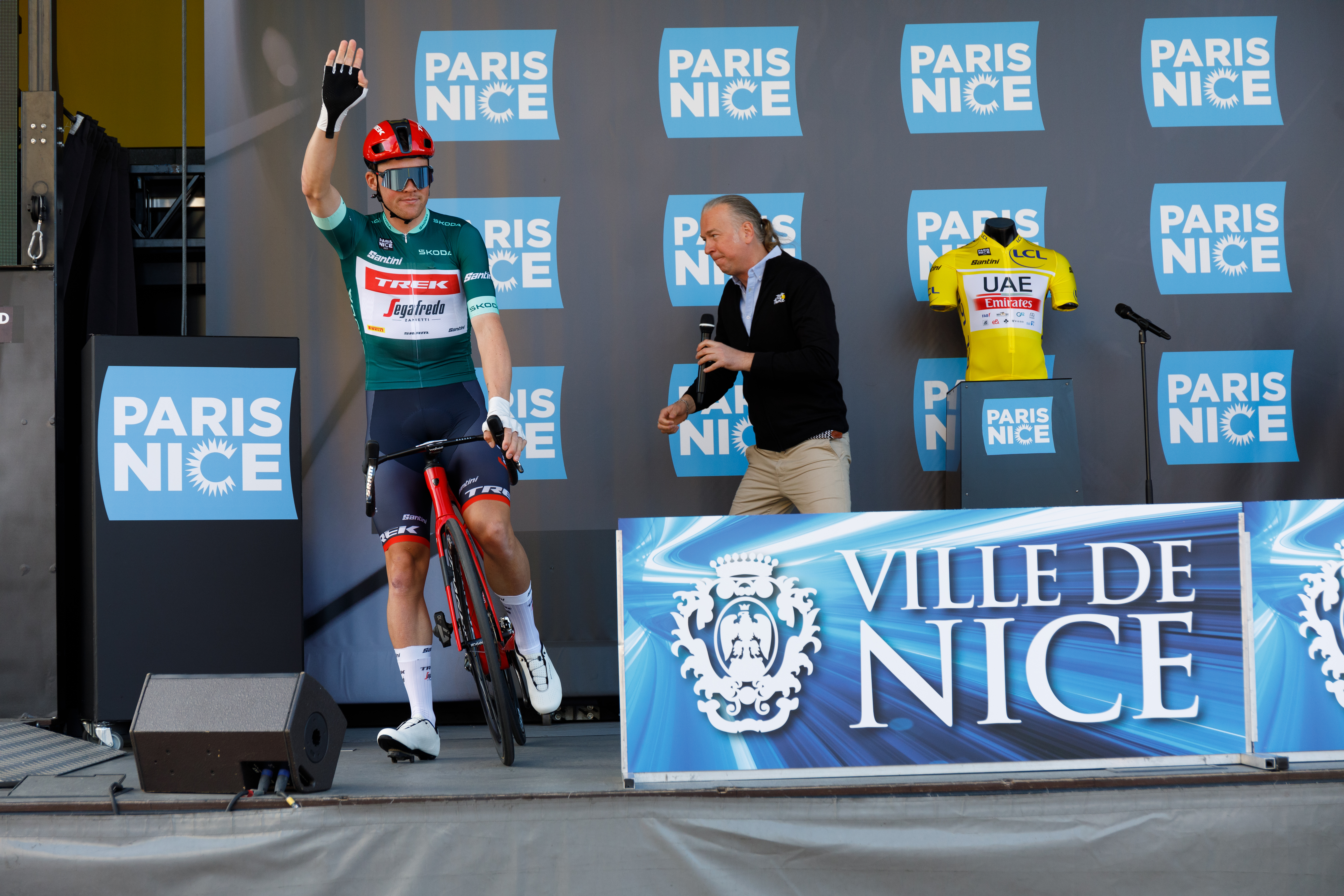
Mads Pedersen, 2023 París-Nice (52917273166)

Inició su temporada con victoria de la última etapa de la Estrella de Bessèges, consistente en una difícil prueba de contrarreloj individual con un registro final de 15'25".En la segunda etapa de la París-Niza de 163,7 kilómetros con llegada en Fontainebleau, se disputaría un esprint masivo, caracterizado por nerviosismo, alta velocidad y caídas a 500 metros de meta, que le permitiría al Danés alzar los brazos tras cruzar de primero la meta, imponiéndose sobre el neerlandés Olav Kooij y su compatriota Magnus Cort. Este triunfo le garantizaría el liderato de la carrera. En la séptima etapa, varios corredores debieron abandonar la competencia producto de caídas, el alto ritmo, el fuerte viento e incluso las subidas, dentro de ellos, el danés, quien lideraba hasta ese momento la clasificación de puntos (maillot verde). Compitió en las clásicas europeas de primavera, obteniendo los siguientes resultados: Milán-San Remo 6.º lugar, E3 Saxo Bank Classic 14.º puesto, Gante-Wevelgem 5.º lugar, A Través de Flandes 5.º puesto, Tour de Flandes 3.er puesto, clásica monumento París-Roubaix 4.º lugar.
Nápoles sería el escenario para un nuevo registro en el palmarés del corredor del Trek-Segafredo, la sexta etapa del Giro de Italia, estuvo caracterizada por un esprint masivo liderado por Pedersen. que sobrepaso a solo 300 metros para la meta, a los corredores Alessandro De Marchi y Simon Clarke que se encontraban en fuga durante casi toda la fracción. El triunfo en Nápoles, le permitiría alcanzar el denominado trébol, lo que corresponde a ganar una etapa en cada gran vuelta (Giro, Tour y Vuelta). No pudo tomar la partida de la decimotercera etapa del Giro, debió abandonar a causa de dolor de garganta y traqueítis, se encontraba segundo en la clasificación de los puntos hasta ese momento.
La octava etapa del Tour de Francia 2023 con llegada en Limoges, estaría marcada por el abandono del velocista británico Mark Cavendish producto de una caída en el recorrido de la fracción, Mads Pedersen se impuso en el esprint que finalizaba en ligera subida, superando a los belgas Jasper Philipsen y Wout van Aert. Tras la llegada a los Campos Elíseos en París, ocuparía el segundo lugar de la clasificación de puntos con 258 en total. Finalizó en cuarto lugar en el Campeonato Mundial de Ciclismo en Ruta celebrado en Glasgow.
Por segunda ocasión, se corona campeón de la Vuelta a Dinamarca, al imponerse en la contrarreloj individual de la quinta y última etapa en Elsinor, con 16,1 kilómetros de recorrido. El podio de la clasificación general lo completan Mattias Skjelmose del Lidl-Trek y Magnus Cort del EF Education-EasyPost.La clásica de Hamburgo BEMER Cyclassics, con un trazado de 205,6 kilómetros, sería testigo de un nuevo título para el velocista danés, superando al neerlandés Danny van Poppel y al italiano Elia Viviani. En el Gran Premio de Isbergues terminó en segundo lugar, Matteo Moschetti se impuso en el esprint. Se ubicó en el séptimo lugar en el Campeonato Europeo de Ruta, celebrado en Drente.Finalizó su temporada 2023 con el tercer lugar en el Giro de Münsterland con un recorrido total de 194,2 kilómetros.

### 2024: 12 victorias

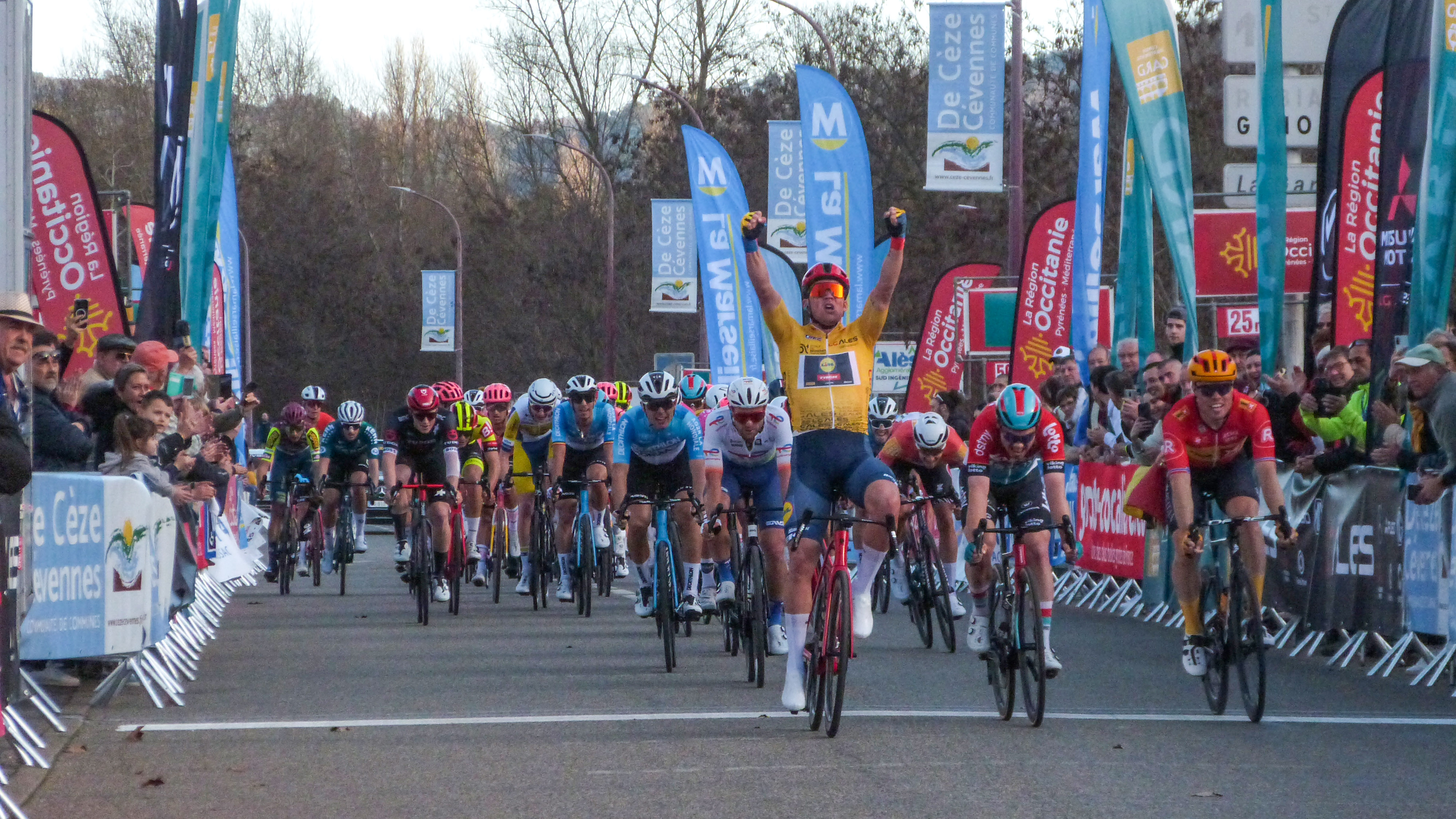
Etoile de Bessèges 2024 - stage 3 - Mads Pedersen win

Da inicio a la temporada con el triunfo de la tercera etapa de la Estrella de Bessèges, superando a Milan Menten en el esprint, adicionalmente se queda con el liderato de la carrera. En la quinta y última etapa con prueba de contrarreloj individual, el corredor del Lidl-Trek se impone a Kévin Vauquelin por solo 2" en la clasificación general y se queda con el título de la carrera francesa.En el inicio del Tour La Provence, el danés se impone en el prólogo de 5 kilómetros en Marsella. La primera etapa en condiciones climáticas adversas, con lluvia, viento y frío, recorrido de 157.2 kilómetros, con llegada en esprint, sería también a favor del corredor del Lidl-Trek, sumando así su segundo triunfo en la competencia. Continúa en racha y gana también la segunda etapa de la carrera tras vencer en el embalaje, trazado de 165 kilómetros con llegada en Manosque, conservando el maillot de líder de la general. Se disputa la última fracción con 183 kilómetros y llegada en Arlés y se corona campeón de la edición 2024.
Compitió en la París-Niza 2024 obteniendo sus mejores resultados en la primera y en la quinta fracción, ambas en el segundo lugar. Con un destacado trabajo de su equipo Lidl-Trek consiguió vencer en el esprint al neerlandés Mathieu van der Poel en la Gante-Wevelgem en Bélgica, apoderándose de la edición 86 de la clásica y ratificando su estado de forma. Participó también de las otras clásicas europeas de primavera, logrando estas posiciones: Milán-San Remo 4.º lugar, E3 Saxo Bank Classic 11.º puesto, Tour de Flandes 22.º puesto y obtuvo el tercer lugar del podio en la clásica monumento París-Roubaix. Su paso por la Critérium del Dauphiné en Francia dejaría su marca, al imponerse en el embalaje de la primera etapa, ante Sam Bennett y Hugo Page. Finalizaría en el puesto 50 de la clasificación general, que lideraría Primož Roglič, seguido de Matteo Jorgenson.

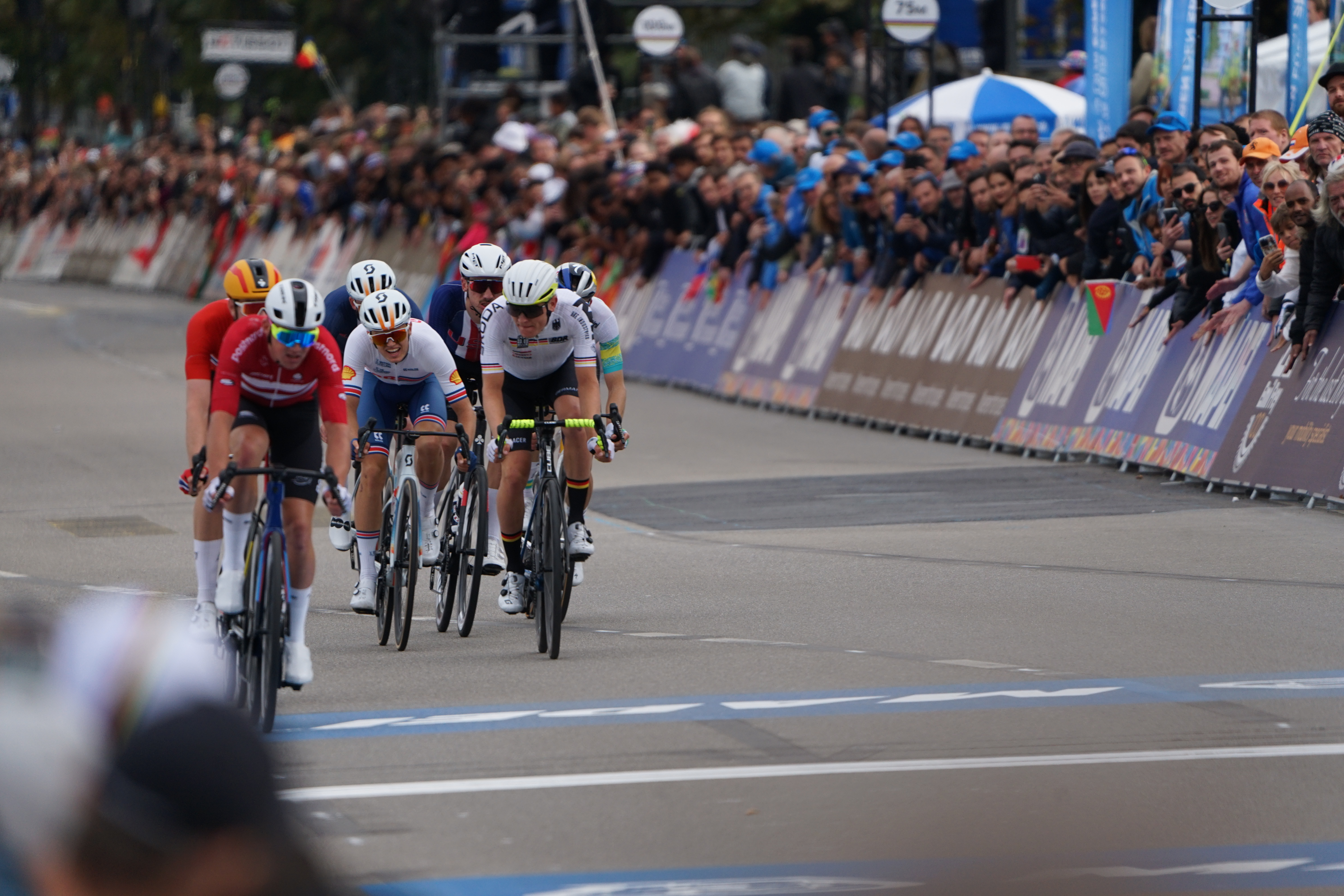
2024 UCI Road World Championships Zúrich Men Elite Road Race E 91

En la quinta jornada del Tour de Francia, el ciclista danés sufrió un fuerte golpe en el hombro izquierdo y la espalda, al estrellarse contra las barreras en el final de la etapa en Saint-Vulbas, sin embargo; pudo reincorporarse y continuar en la competencia por dos etapas más. Su equipo anunció que no tomaría la partida de la etapa ocho por causa del dolor en el hombro que no remitió, unido además a los problemas de movilidad de la articulación. Un nuevo registro en su palmarés tras vencer en la segunda etapa de la Vuelta a Alemania con final en Schwäbisch Gmünd, con este resultado se colocaría como líder de la competencia. Marcaría un doble golpe, al vencer también en la cuarta y última jornada, coronándose campeón de la clasificación general. Una nueva victoria al imponerse en el esprint de la segunda fracción del Tour de Luxemburgo tras 155 kilómetros de recorrido; otros resultados destacados durante la competencia, se dieron en la etapa cuatro 3.er lugar y la etapa cinco 5.º lugar. Compitió en el Campeonato Mundial de ruta celebrado en Zúrich y se ubicó en el puesto 13.º.

### 2025: Podio en Flandes y Roubaix
Consigue la primera victoria de la temporada en la segunda etapa del Tour la Provence 2025, imponiéndose frente al esloveno Matej Mohorič  y asumiendo como líder de la competencia.La última etapa fue ganada por el irlandés Sam Bennett en un esprint masivo y Pedersen se proclama vencedor de la carrera. Continuó su calendario de competencias en la París-Niza, en la segunda etapa cruzó la meta en tercer lugar, la tercera fracción sería una contrarreloj por equipos y se ubicaría en cuarto lugar. Venció en el esprint de la sexta jornada a los británicos Joshua Tarling y  Samuel Watson.Animó la octava y última fracción como protagonista de la fuga y cerró su participación como campeón de la clasificación de los puntos con un total de 52, dueño del maillot verde. En la temporada 2025, se confirmó como uno de los mejores clasicómanos del pelotón. Resultados obtenidos en las clásicas europeas de primavera: 7.º lugar en la clásica monumento Milán San Remo, E3 Saxo Classic 2.º lugar. Obtuvo la victoria en solitario en la Gante-Wevelgem, tras un ataque a 53 kilómetros de la meta. 5.º lugar en la clásica A Través de Flandes. En el Tour de Flandes, finalizó en 2.º puesto, por detrás de Tadej Pogačar, y ganando en el sprint de perseguidores a Wout van Aert y Mathieu van der Poel. Puesto 3.º en la clásica monumento París-Roubaix

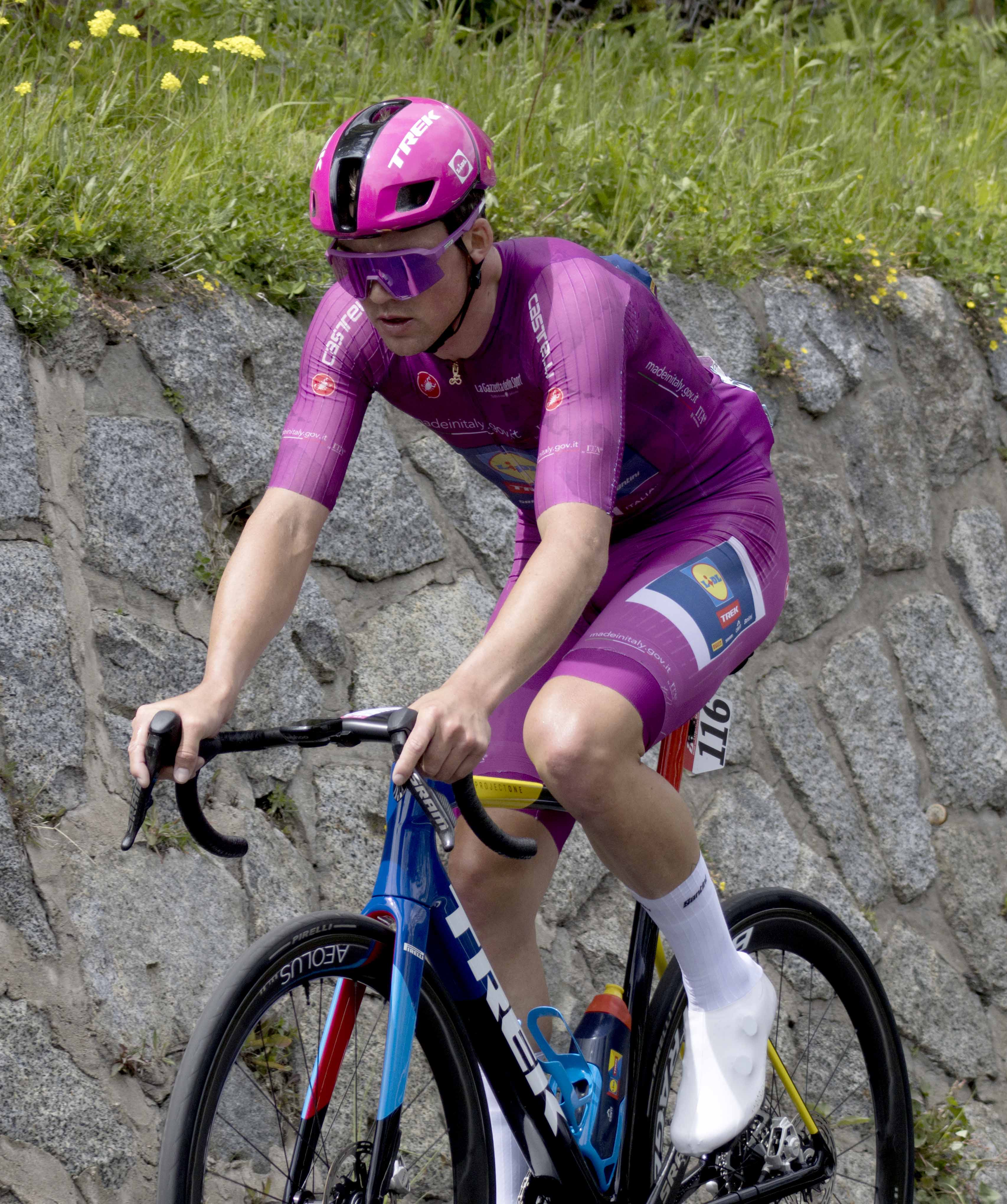
GIRO4999 pedersen

En su cuarta participación en el Giro de Italia que inició en Albania, venció en el esprint de la etapa inicial con llegada en Tirana; con el resultado, se vistió con la Maglia Rosa como primer líder de la competencia. El tiempo logrado en la contrarreloj individual de la segunda etapa le permitió ubicarse en el 7.º lugar de la jornada, pero cedió el liderato de la general a Primož Roglič. Aún en territorio albano, venció por segunda oportunidad en el esprint de la tercera fracción en Valona y recuperó liderazgo de la competencia. Ingresó en la posición 4.ª en el esprint de la cuarta etapa y mantuvo la Maglia Rosa.Logra su triplete al imponerse en el embalaje de la quinta jornada frente al italiano Edoardo Zambanini, segundo lugar, y al británico Thomas Pidcock, tercer puesto; el corredor del Lidl-Trek se ratificó como líder de la carrera. Tras cumplirse la decimosegunda etapa, donde cruzó la meta en 4.º lugar en Viadana, ya contaba con 177 puntos en la clasificación y era dueño de la maglia ciclamino. Alcanzó su victoria número cuatro en la decimotercera fracción, tras imponerse en un intenso esprint con final en ascenso ante el belga Wout van Aert en Vicenza. Lo intentó por última vez en el embalaje de la vigesimoprimera etapa en Roma, ingresando en la casilla 4.ª, y cerró su participación como campeón absoluto de la clasificación de los puntos con un total de 295 y el puesto 90.º de la general.

## Palmarés
| 2014 - Gran Premio de Fráncfort sub-23 2015 - 1 etapa del ZLM Tour - 1 etapa del Tour del Porvenir 2016 - Gante-Wevelgem sub-23 - 1 etapa del Tour de Noruega - Tour de Fyen 2017 - Campeonato de Dinamarca en Ruta - Tour de Poitou-Charentes, más 1 etapa - Vuelta a Dinamarca, más 1 etapa 2018 - 1 etapa del Herald Sun Tour - Tour de Fyen - 1 etapa de la Vuelta a Dinamarca - Tour de Eurométropole 2019 - Gran Premio de Isbergues - Campeonato Mundial en Ruta 2020 - 1 etapa del Tour de Polonia - 1 etapa del BinckBank Tour - Gante-Wevelgem 2021 - Kuurne-Bruselas-Kuurne - 1 etapa de la Vuelta a Dinamarca - 1 etapa del Tour de Noruega 2022 - 1 etapa de la Estrella de Bessèges - 1 etapa de la París-Niza - 2 etapas del Circuito de la Sarthe - Tour de Fyen - 1 etapa de la Vuelta a Bélgica - 2.º en el Campeonato de Dinamarca en Ruta - 1 etapa del Tour de Francia - 3 etapas de la Vuelta a España, más clasificación por puntos | 2023 - 1 etapa de la Estrella de Bessèges - 1 etapa de la París-Niza - 1 etapa del Giro de Italia - 1 etapa del Tour de Francia - Vuelta a Dinamarca, más 1 etapa - BEMER Cyclassics 2024 - Estrella de Bessèges, más 1 etapa - Tour La Provence, más 3 etapas - Gante-Wevelgem - 1 etapa del Critérium del Dauphiné - Vuelta a Alemania, más 2 etapas - 1 etapa del Tour de Luxemburgo 2025 - Tour La Provence, más 1 etapa - 1 etapa de la París-Niza - Gante-Wevelgem - 4 etapas del Giro de Italia, más clasificación por puntos - Campeonato de Dinamarca Contrarreloj - 2.º en el Campeonato de Dinamarca en Ruta - Vuelta a Dinamarca, más 3 etapas |

## Resultados

### Grandes Vueltas
Durante su carrera deportiva ha conseguido los siguientes puestos en las Grandes Vueltas. 
| Carrera | Carrera         | 2014 | 2015 | 2016 | 2017  | 2018  | 2019 | 2020  | 2021  | 2022  | 2023  | 2024 | 2025 |
| ------- | --------------- | ---- | ---- | ---- | ----- | ----- | ---- | ----- | ----- | ----- | ----- | ---- | ---- |
|         | Giro de Italia  | —    | —    | —    | 138.º | 140.º | —    | —     | —     | —     | Ab.   | —    | 90.º |
|         | Tour de Francia | —    | —    | —    | —     | —     | —    | 124.º | 137.º | 98.º  | 105.º | Ab.  | —    |
|         | Vuelta a España | —    | —    | —    | —     | —     | —    | —     | —     | 102.º | —     | —    | —    |

—: no participa

Ab.: abandono

### Clásicas, Campeonatos y JJ. OO.
| Omloop Het Nieuwsblad  | Omloop Het Nieuwsblad  | —             | Ab.           | 39.º  | Ab.           | 92.º          | 105.º         | 66.º          | 112.º | —    | —    | —    | —   |    |    |
| Kuurne-Bruselas-Kuurne | Kuurne-Bruselas-Kuurne | —             | —             | —     | —             | 81.º          | Ab.           | 79.º          | 1.º   | —    | —    | —    | —   |    |    |
| Strade Bianche         | Strade Bianche         | —             | —             | —     | Ab.           | Ab.           | —             | —             | —     | —    | —    | —    | —   |    |    |
|                        | Milán-San Remo         | —             | —             | —     | —             | —             | —             | —             | —     | 6.º  | 6.º  | 4.º  | 7.º |    |    |
| E3 Harelbeke           | E3 Harelbeke           | —             | —             | —     | 90.º          | Ab.           | Ab.           | X             | Ab.   | 24.º | 14.º | 11.º | 2.º |    |    |
| Gante-Wevelgem         | Gante-Wevelgem         | —             | —             | —     | —             | Ab.           | 33.º          | 1.º           | —     | 7.º  | 5.º  | 1.º  | 1.º |    |    |
| A Través de Flandes    | A Través de Flandes    | —             | Ab.           | 15.º  | 150.º         | 5.º           | 89.º          | X             | —     | 69.º | 5.º  | Ab.  | 5.º |    |    |
|                        | Tour de Flandes        | —             | —             | —     | —             | 2.º           | Ab.           | 59.º          | Ab.   | 8.º  | 3.º  | 22.º | 2.º |    |    |
| Scheldeprijs           | Scheldeprijs           | —             | 160.º         | —     | Ab.           | —             | 101.º         | Ab.           | —     | —    | —    | —    | —   |    |    |
|                        | París-Roubaix          | —             | —             | —     | 95.º          | 71.º          | 51.º          | X             | Ab.   | Ab.  | 4.º  | 3.º  | 3.º |    |    |
| Flecha Brabanzona      | Flecha Brabanzona      | —             | —             | 101.º | —             | —             | —             | —             | —     | —    | —    | —    | —   |    |    |
| Flecha Valona          | Flecha Valona          | —             | —             | Ab.   | —             | —             | —             | —             | —     | —    | —    | —    | —   |    |    |
|                        | Lieja-Bastoña-Lieja    | —             | —             | —     | —             | —             | —             | Ab.           | —     | —    | —    | —    | —   |    |    |
| Cyclassics Hamburg     | Cyclassics Hamburg     | —             | —             | 123.º | 126.º         | —             | 15.º          | X             | X     | —    | 1.º  | —    |     |    |    |
| Bretagne Classic       | Bretagne Classic       | —             | —             | —     | Ab.           | —             | —             | —             | —     | —    | —    | —    |     |    |    |
| París-Tours            | París-Tours            | —             | —             | —     | —             | —             | —             | —             | —     | —    | —    | 49.º |     |    |    |
| JJ. OO. (Ruta)         | JJ. OO. (Ruta)         | No se disputó | No se disputó | —     | No se disputó | No se disputó | No se disputó | No se disputó | —     | ND   | ND   | 20.º | ND  | ND | ND |
| Mundial en Ruta        | Mundial en Ruta        | —             | —             | —     | Ab.           | —             | 1.º           | —             | Ab.   | —    | 4.º  | 13.º |     |    |    |
| Europeo en Ruta        | Europeo en Ruta        | X             | X             | —     | —             | Ab.           | 24.º          | —             | —     | 10.º | 7.º  | 6.º  |     |    |    |
| Dinamarca en Ruta      | Dinamarca en Ruta      | —             | 52.º          | 5.º   | 1.º           | 6.º           | 16.º          | —             | 38.º  | 2.º  | 14.º | 8.º  | 2.º |    |    |
| Dinamarca Contrarreloj | Dinamarca Contrarreloj | 25.º          | 11.º          | 15.º  | 13.º          | —             | 10.º          | —             | —     | 4.º  | —    | —    | 1.º |    |    |

## Equipos
- Cult Energy (2014-2015)
  - Cult Energy Vital Water (2014)
  - Cult Energy Pro Cycling (2015)
- Stölting Service Group (2016)
- Trek (2017-)
  - Trek-Segafredo (2017-2023)
  - Lidl-Trek (2023-)